# The French Suicide
The French Suicide （法語：Le Suicide français）是法国极右翼记者埃里克·泽穆尔2014年出版的一本书。这本书的观点认为，法国自1970年代以来逐渐衰落，作者主要将其归因于移民、女权主义和平等主义的兴起，以及侵蚀传统价值。 该书还认为，维希法国在二战期间试图用他国犹太人交由纳粹而私下保护法国犹太人，而这一理论引起了广泛的批评。其书被批评家们与衰落主义文学联系在一起。
该书取得了商业上的成功，销量超过50万册。

## 内容
该书分为七十九个短章。每一章都以一个特定日期为中心，记录了法国所谓的衰落的个别事件，作为背景为作者观点抛砖引玉。第一章的日期是1970年11月9日，即戴高乐去世的日子，而泽穆尔讨论了一系列广泛的话题。他对1970年代以来影响法国社会和法国经济的许多发展表示批评，包括节育、性解放、妇女权利、同性恋权利、堕胎、穆斯林社区主义、性别研究、货币政策、欧盟、无过错离婚、解构主义和后结构主义、私有化、欧元、消费资本主义、非洲移民、清真食品、新自由主义和义务兵役制的取消等。 

## 维希法国
作者在书中声称贝当领导下的维希政府将外国犹太人移交给纳粹德国以保护法国犹太人，招致批评，其意见并被视为非主流。
《纽约时报》指出，维希法国已令超过72,500人死亡，“从1942 年起，没有证据表明维希政权试图保护法国犹太人。它应纳粹德国要求而围捕犹太人，无论是外国的还是法国的。” 